# Chas Newby
Charles ‘Chas’ Newby (født 18. juni 1941 i Blackpool, død maj 2023) var en britisk sanger og musiker, der var bassist for The Beatles i to uger i december 1960. Han spillede med bandet i fire optrædener, mens Stuart Sutcliffe var i Hamborg og fokuserede på sin kunstkarriere.
The Beatles var lige kommet tilbage fra deres første tur til Vesttyskland og manglede en basguitarist. Pete Best foreslog, at de skulle vælge Newby. Newby havde været med i Pete Bests gruppe band The Black Jacks og studerede på universitetet. Newby var på ferie, og valgte derfor at spille sammen med The Beatles.
Newby optrådte sammen med The Beatles i fire engagementer i december 1960. Første engagement var den 17. december, hvor de spillede på Casbah Klubben, Liverpool. Anden var den 24. december, hvor de spillede på Grosvenor Balsal, Liscard. Tredje var den 27. december, hvor de spillede på Litherland Rådhus. Det sidste var den 31. december, hvor de også spillede på Casbah Klubben.John Lennon skulle efter sigende have bedt ham om at tage med til Vesttyskland på The Beatles' anden tour dertil, men Newby valgte at vende tilbage til universitetet. Efter Lennon og George Harrison begge afviste at skifte til basguitar, blev Paul McCartney, som tidligere spillede guitar og klaver, bandets nye bassist.
Siden 2016 optrådte Newby med gruppen the Quarrymen, der var forløber for The Beatles.

## Privatliv
Newby underviste i matematik på Droitwich Spa High School i Droitwich Spa, og boede i Alcester, hvor han spillede med velgørenhedsgruppen The Racketts.